# Toyota Opa
O Opa é um modelo de automóvel da Toyota. Seu nome é derivado da interjeição portuguesa "Opa", utilizada para demonstrar surpresa. Algumas versões foram equipadas com transmissão continuamente variável (Câmbio CVT).
|  |